# Controversy (album Prince)
Controversy è il quarto album in studio del cantante e musicista statunitense Prince, pubblicato nel 1981 dalla Warner Bros. Records.

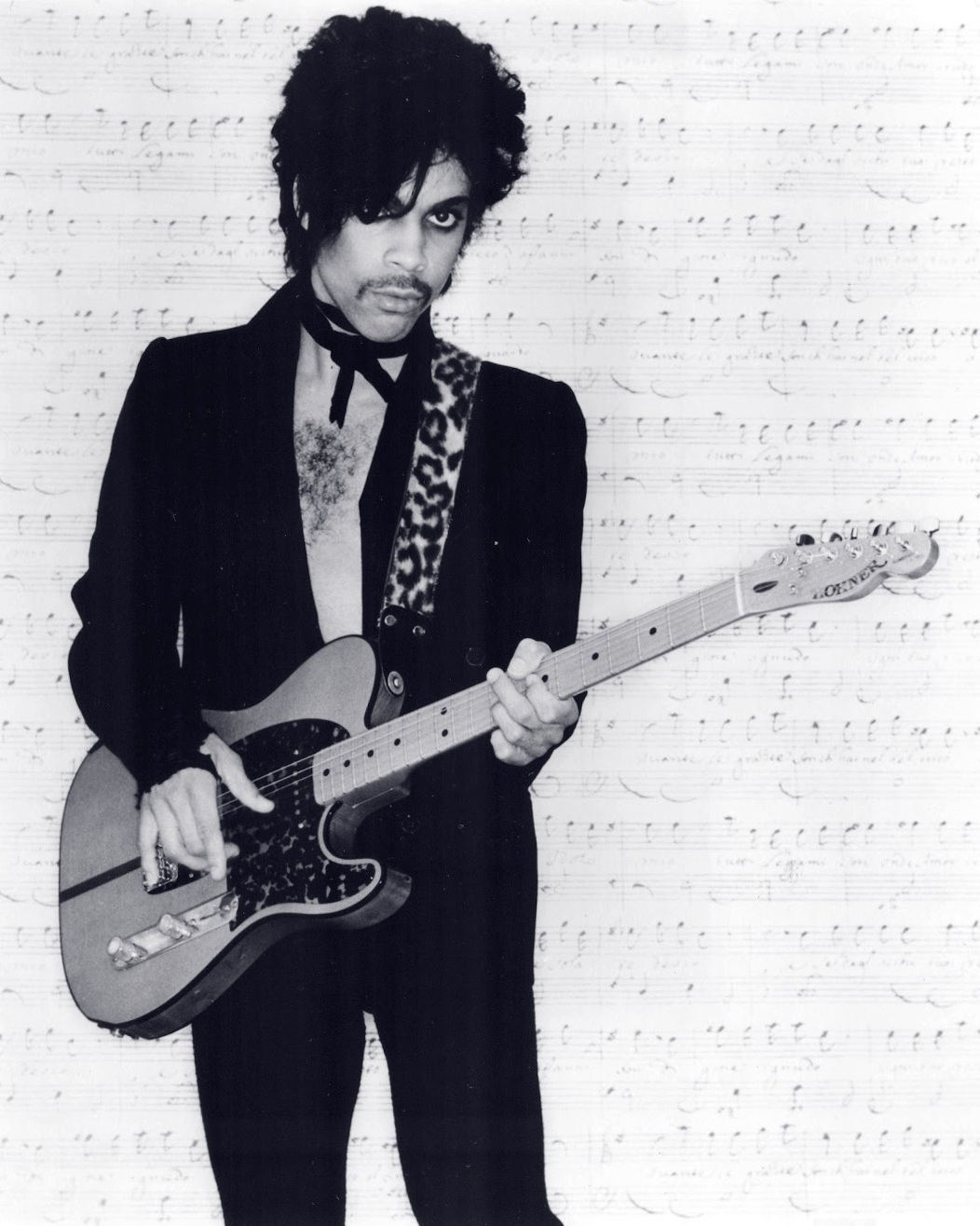
Prince in una foto scattata nel 1981 per promuovere il suo nuovo album Controversy

## Descrizione
L'album è un parziale discontinuo del precedente lavoro di Prince, Dirty Mind.
Prodotto e quasi interamente scritto dallo stesso Prince (ad eccezione della canzone Do Me, Baby), Controversy, nonostante ancora presenti liriche marcatamente esplicite e volutamente provocatorie, assume maggiore serietà rispetto al lavoro precedente dell'artista, e in esso quest'ultimo si dichiara impegnato a livello sociale e politico, in difesa della libertà di espressione e di orientamento sessuale, nonché marcatamente antirazzista.
Infatti, l'album si apre con la title track Controversy, che solleva questioni sulla vita privata di Prince, su cui all'epoca vennero fatte molte indiscrezioni, ovvero la sua etnia ("People call me rude / I wish we all were nude / I wish there was no black and white / I wish there were no rules") e la sua sessualità ("Am I black or white? / Am I straight or gay?"). La canzone venne definita "un flirt con la bestemmia" poiché include anche una recitazione del Padre Nostro.
Do Me, Baby, la seconda traccia di maggiore successo, è una ballata "bump n' grind" che mescola R&B, funk e pop rock, con un testo sessualmente esplicito.
Ronnie, Talk to Russia è invece un appello politico all'allora presidente Ronald Reagan detto "Ronnie".
Private Joy è una melodia bubblegum pop vivace, che mostra il lato più leggero di Prince, seguita da Annie Christian, canzone invece molto più drammatica, che elenca eventi storici come i continui omicidi degli afroamericani da parte della polizia e la morte di John Lennon.
L'ultima canzone dell'album, Jack U Off, è una traccia in stile rockabilly old school.

## Accoglienza

### Critica
Secondo Michelle Boorstein, giornalista del Washington Post, grazie a questo album:
"Prince divenne forse una delle figure più volgari e sensuali della cultura pop dell'ultimo quarto di secolo [e anche] un cristiano conservatore... La sua fede era complessa. Prince era cresciuto come avventista del settimo giorno e in seguito divenne un testimone di Geova, due comunità di fede che in modi diversi sono state a volte rifiutate come cristiane e viste dal protestantesimo mainstream come sette. Tuttavia le sue convinzioni e la sua spiritualità erano sue, radicate in quello che il suo biografo Toure chiamava 'mio Signore e salvatore, Gesù Cristo', così come un profondo fascino per l'aldilà e le scritture giudaico-cristiane, che citava costantemente."

## Successo commerciale
Il disco raggiunse la 3ª posizione nella classifica Billboard degli album R&B.
Controversy venne certificato disco d'oro nel Regno Unito (più di 100.000 vendite), e addirittura disco di platino negli Stati Uniti (più di 1.000.000). In tutto il mondo l'album raggiunse le 2,3 milioni di copie vendute.

## Riconoscimenti
Controversy è stato votato come l'"ottavo miglior album dell'anno 1981" durante il Pazz & Jop, un sondaggio annuale dei critici condotto da The Village Voice.

## Tracce
Tutte le tracce sono composte e arrangiate da Prince.
Lato A
1. Controversy – 7:14
2. Sexuality – 4:20
3. Do Me, Baby – 7:47

Lato B
1. Private Joy – 4:25
2. Ronnie, Talk to Russia – 1:48
3. Let's Work – 3:57
4. Annie Christian – 4:21
5. Jack U Off – 3:12

## Formazione
- Prince - voce, chitarra, basso elettrico, tastiere, sitar, batteria
- Bobby Z. - batteria in Jack U Off
- Lisa Coleman - seconda voce, tastiera in Jack U Off
- Dr. Fink - tastiera in Jack U Off